# Bitwa pod Miśnią
Bitwa pod Miśnią – starcie zbrojne, które miało miejsce 4 grudnia 1759 roku w Saksonii pomiędzy armią pruską a austriacką w czasie wojny siedmioletniej.
Pruska tylna straż generała Direcke została zaatakowana przez przeważające siły austriackie w momencie, gdy przekraczała rzekę. Bitwa zakończyła się porażką Prusaków, którzy stracili ok. 3 000 zabitych i wziętych do niewoli.